# Cynthia Sleiter
Cynthia Sleiter, auch bekannt als Cinzia Sleiter, ist eine schottisch-italienische Szenenbildnerin.

## Leben und Wirken
Sleiter ist von niederländischer und deutscher Abstammung, ihr Großvater war der Theologe Erik Peterson. Sie wuchs in Edinburgh auf, zog jedoch später nach Rom.
Sleiters Karriere als Szenenbildnerin begann in den 1980er Jahren bei Filmen des italienischen Regisseurs Bernardo Bertolucci wie Der letzte Kaiser, Himmel über der Wüste oder Shandurai und der Klavierspieler. Des Weiteren arbeitete sie mit Regisseuren wie Ridley Scott, Woody Allen oder Steven Soderbergh.
Im Februar 2025 wird Sleiter mit dem LA Italia Excellence Award 2025 ausgezeichnet, der vom Italienischen Kulturinstitut vergeben wird. Für ihre Arbeit an Konklave wurde sie bei der Oscarverleihung 2025 gemeinsam mit Suzie Davies in der Kategorie Bestes Szenenbild nominiert.

## Filmografie
- 1986: Salomé
- 1987: Der letzte Kaiser (The Last Emperor)
- 1988: Mamba
- 1990: Himmel über der Wüste (The Sheltering Sky)
- 1993: Cliffhanger – Nur die Starken überleben (Cliffhanger)
- 1996: Gefühl und Verführung (Stealing Beauty)
- 1996: Alle sagen: I love you (Everyone Says I Love You)
- 1998: Shandurai und der Klavierspieler (L’assedio)
- 2000: Die goldene Schale (The Golden Bowl)
- 2000: U-571
- 2001: Gefangen in eisigen Tiefen (Submerged)
- 2001: Hannibal
- 2001: The Triumph of Love
- 2003: Unter der Sonne der Toskana (Under the Tuscan Sun)
- 2004: Ocean’s 12
- 2006: The Fall
- 2007: Virgin Territory
- 2008: Jumper
- 2009: Illuminati
- 2012: Ich und Du (Io e te)
- 2017: Voice from the Stone – Ruf aus dem Jenseits (Voice from the Stone)
- 2018: Ein Wunder (Il Miracolo) (Fernsehserie, 9 Folgen)
- 2019: Enzo und die wundersame Welt der Menschen (The Art of Racing in the Rain)
- 2020: I May Destroy You (Fernsehserie, 1 Folge)
- 2022: Rosalinde (Rosaline)
- 2024: Konklave (Conclave)